# Jean de Malestroit (économiste)
Pour les articles homonymes, voir Jean de Malestroit.
Jean de Malestroit (XVIe siècle) est un économiste connu pour ses débats, plus tard désignés sous le nom de Controverse sur la monnaie. Les archives de la Chambre des comptes mentionnent l'existence d'un certain Jehan Cherruyt, Jean Cherruies ou Cherruier, seigneur de Malestroit. 
Ses écrits Les paradoxes du seigneur de Malestroict sur le faict des monnoyes publiés en 1566 entrainèrent une autre publication de  Jean Bodin : La réponse de Jean Bodin à propos de la monnaie et de l'enrichissement de toute chose et le moyen d'y remédier, publié en 1568.
Jean de Malestroit serait mort en 1578.

### Webographie
- M. de Malestroit et la théorie quantitative de la monnaie par Ramon Tortajada dans la Revue économique N° 4 (1987) disponuble sur Persée.